# Sway (logiciel)
Pour les articles homonymes, voir Sway.
Sway est un gestionnaire de fenêtres et compositeur Wayland, inspiré d'i3. Il est écrit en C. Il utilise le protocole Wayland et la bibliothèque de composition wlroots. Sway est compatible avec les fichiers de configuration d'i3, qui lui ne fonctionne que sur X Window. La première version stable est sortie le 11 mars 2019,,.
Wlroots a été écrit en même temps que Sway, dans le but de pouvoir également être utilisé comme compositeur Wayland pour d'autres gestionnaires de fenêtre et environnement de bureau. Il est ainsi également utilisé entre autres par Hyprland, les environnements pour téléphone mobile Phosh et Sxmo ou encore l'environnement pour console de jeu portable développé par Steam, appelé Gamescope et utilisé comme interface de SteamOS.

## Fonctionnalités
,,